# Digitas
Digitas ist eine Werbe- und Digitalagentur, aktiv an sechs Standorten in Deutschland (Berlin, Düsseldorf, Frankfurt, Hamburg, Köln und München). Die Agentur, die zuvor als Publicis Pixelpark mit sechs Standorten in Deutschland aktiv war, ging 2015 aus dem Zusammenschluss von Publicis Deutschland mit der Pixelpark AG hervor.
Während Publicis Deutschland bereits seit 1959 existierte, war die Pixelpark AG eine 1991 in Berlin gegründete Unternehmensgruppe für Kommunikations- und E-Business-Lösungen.
Über die MMS Germany Holdings wurde Pixelpark Teil der Publicis Groupe, eines multinationalen Werbedienstleisters und Medienkonzerns mit Sitz in Paris, Frankreich. Nach der Übernahme der Pixelpark AG wurde die Aktiengesellschaft von der Börse genommen und in die Pixelpark GmbH umfirmiert. Die ehemaligen Standorte von Publicis Deutschland firmieren als Publicis Pixelpark GmbH.

## Unternehmensgeschichte Pixelpark AG

### 1991–2002
Pixelpark wurde 1991 von Paulus Neef und Eku Wand gegründet. In den ersten Jahren entwickelte Pixelpark CD-ROMs und Kiosksysteme für Unternehmen. Zu den Multimedia-Anwendungen kamen später Dienstleistungen rund um das Internet und E-Commerce. 1995 beteiligte sich Bertelsmann als Mehrheitseigentümer am Unternehmen.
Im Jahr 1999 ging das Unternehmen an die Börse und expandierte mit Hilfe des erlösten Kapitals europaweit vornehmlich durch Zukäufe kleinerer Unternehmen. Im Zuge einer Aktien-Euphorie gerade bei Titeln des Neuen Marktes stieg der Kurs der Pixelpark-Aktie von einem Emissionspreis im Oktober 1999 von 15 Euro über eine Erstnotiz von 16,30 Euro binnen eines Monats auf über 30 Euro. Kurz vor dem Kurssturz bei Internettiteln erreichte das Papier im März 2000 sein Allzeithoch bei 336 Euro.

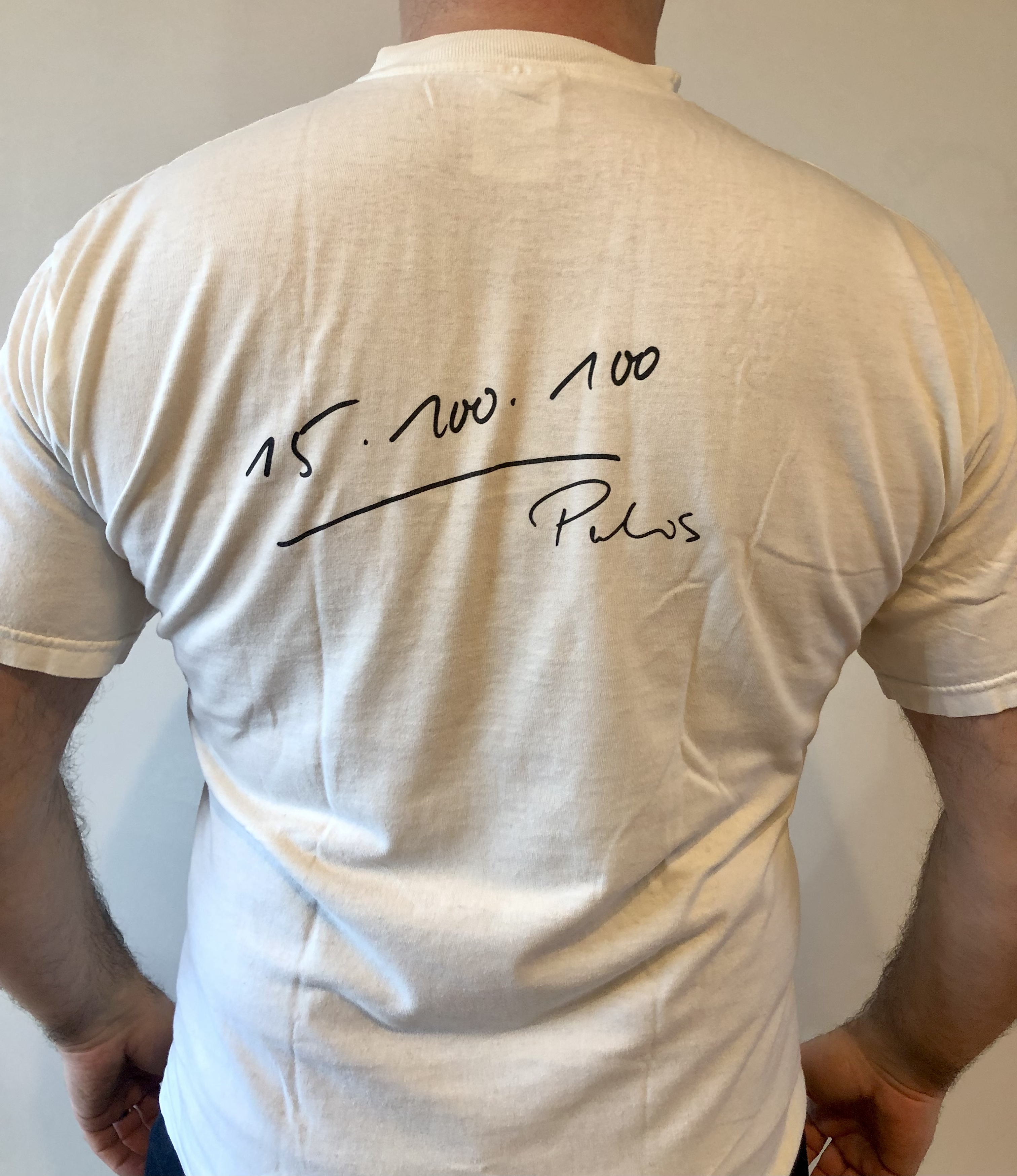

Ende 2000 zeichneten sich bereits Geschäftsschwierigkeiten ab. Eine Mitarbeiterbefragung wurde durchgeführt und die Ergebnisse in zwei Culture Camps verarbeitet. Das Unternehmen initiierte einen Veränderungsprozess, um Maßnahmen zur Steigerung der Effizienz umzusetzen. Im Mai 2001 wurde von den Mitarbeitern ein Betriebsrat gegründet. Mit dem Zusammenbruch des Neuen Marktes in den Jahren 2001/2002 war auch Pixelpark gezwungen, massiv Stellen abzubauen. Zudem konzentrierte sich das Unternehmen bei der Sanierung auf das Kerngeschäft der Internetdienstleistungen und auf den deutschsprachigen Raum.
Im Dezember 2002 übernahm der Aufsichtsratsvorsitzende vorübergehend die Leitung von Gründer Paulus Neef, nachdem der Aufsichtsrat Unregelmäßigkeiten beim Erwerb der Tochtergesellschaft ZLU im Jahr 2000 festgestellt hatte. Gleichzeitig reduzierte der bisherige Mehrheitsgesellschafter, die Bertelsmann AG, seine Beteiligung an der Pixelpark AG drastisch von 60 auf 20 Prozent.

### 2003–2008
Im April 2003 setzte das Unternehmen eine Sanierungsstrategie unter neuer Führung um, die 2004 mit der Entschuldung abgeschlossen wurde. Im Sommer 2006 kündigten die Vorstände der Pixelpark AG und des börsennotierten Wettbewerbers Elephant Seven AG einen Zusammenschluss beider Unternehmen an. Im Zuge eines Angebots an die Aktionäre der Elephant Seven AG, ihre Aktien gegen Aktien der Pixelpark AG zu tauschen, übernahm Pixelpark im Frühjahr 2007 das Unternehmen. Am 26. Oktober 2007 wurde die Elephant Seven AG auf die Pixelpark AG verschmolzen; Elephant Seven blieb als Marke allerdings erhalten.
Der Umsatz betrug 2006 rund 34 Millionen Euro. Erstmals seit dem Börsengang konnte ein Gewinn erzielt werden: Das Ergebnis nach Steuern betrug 789.000 Euro. Nach dieser Erholung schrieb das Unternehmen im Geschäftsjahr 2007 aber erneut rote Zahlen. Unter dem Strich stand ein Konzernverlust von 2,75 Millionen Euro.
Laut dem New Media Service Ranking war Pixelpark 2007 das zweitgrößte Unternehmen in der Branche der Internet- und Multimediadienstleister in Deutschland und das größte konzernunabhängige Unternehmen dieser Branche.
Am 4. September 2008 trat der Vorstandsvorsitzende Michael Riese aufgrund unterschiedlicher Auffassungen über die zukünftige strategische Ausrichtung des Unternehmens mit dem Aufsichtsrat zurück. Am selben Tag wurde ein neuer Vorstandsvorsitzender ein Vorstandsmitglied bestellt.

### Ab 2008
Im September und Oktober 2008 begab das Unternehmen zwei Wandelschuldverschreibungen, um die strategische Neuausrichtung zu finanzieren. Die erste in Höhe von 3,3 Millionen Euro wurde vollständig von einem institutionellen Investor gezeichnet. Die zweite in Höhe von 3,7 Millionen Euro wurde den Aktionären zum Bezug angeboten. Zugleich sollte die Zahl der Mitarbeiter in der Holding um bis zu 20 verringert werden.
Im Januar 2009 gab Pixelpark den Verlust des hälftigen Grundkapitals aufgrund von Abschreibungen bekannt. Der Gesamtumsatz war von 47,4 Millionen Euro im Jahr 2007 auf 43,6 Millionen Euro im Jahr 2008 gesunken. Während im Bereich Kommunikation der Umsatz von 33,9 auf 36,7 Millionen Euro zugelegt hatte, sank dieser im Segment Systemtechnologie von 13,5 auf 6,9 Millionen und berief deswegen die Aktionäre am 26. März 2009 zu einer außerordentlichen Hauptversammlung ein.
Am 21. Dezember 2010 gab das Unternehmen bekannt, sich mit Gläubigern und Investoren geeinigt zu haben, Verbindlichkeiten in Höhe von 19,3 Millionen Euro (83 %) erlassen zu bekommen. Voraussetzung dafür ist die Zustimmung der Hauptversammlung, die zeitnah einberufen werden soll. Darüber hinaus gibt es zum Jahreswechsel weitere Umbauten innerhalb der Unternehmensstruktur.
Am 26. Januar 2012 gab das Unternehmen bekannt, dass die Publicis Groupe den Aktionären der Pixelpark AG ein öffentliches Kaufangebot für alle ausstehenden Aktien der Gesellschaft unterbreiten wird.
Am 9. November 2012 stimmte die Hauptversammlung einem Beherrschungsvertrag der
Pixelpark mit der zur Publicis Groupe gehörenden MMS Germany Holdings zu.

### Ab 2014
Die Agentur tritt nunmehr als Publicis Pixelpark auf.

### 2019
Am 28. März 2019 wurde die Schließung des Standorts in Bielefeld zum 30. Juni 2019 bekannt. Etwa 50 Mitarbeitern wurde die Kündigung ausgesprochen und angeboten, an einem anderen Standort tätig zu werden.
Am 9. April 2019 gab die Agentur bekannt, dass der Chairman Publicis Communications die Gruppe verlassen wird. Daraufhin übernahm der Leiter Publicis Media auch die Leitung von Publicis Communications.
Kurz darauf verließ auch der CEO Publicis Pixelpark nach 28 Jahren das Unternehmen. Dies wurde am 3. Juni 2019 öffentlich.
Zum Ende des Jahres 2019 wurde auch der Standort in Erlangen geschlossen. Betroffen waren rund 70 Mitarbeiter. Die meisten nahmen ein Angebot zum Standortwechsel an. Die Erlanger Niederlassung war 2003 mit 170 Mitarbeitern bezogen worden.
Im November 2019 wurde im Zuge des Umbaus von Publicis in ganz Deutschland eine Trennung vorgenommen: Die bisherigen Kreativ-Teams an den Standorten Frankfurt und München agieren künftig unter dem Dach der Kreativ-Agentur Saatchi & Saatchi. Die Digitalteams von Publicis Pixelpark in Berlin, Köln und Hamburg wurden mit einem bereits vorhandenen Digitas-Team in Düsseldorf zusammengeführt und treten jetzt als Digitas Pixelpark am Markt auf. Schwerpunkt der Digitalagentur ist Customer Experience.

### Seit 2024
Ab Januar 2024 tritt die Agentur als Digitas am Markt an. Sie gehört nun zum internationalen Netzwerk von Digitas innerhalb des Netzwerks der Publicis Groupe und der Publicis Groupe Germany.

## Standorte
Digitas ist (Stand 12/2024) an fünf Standorten in Deutschland vertreten: in Berlin, Düsseldorf, Frankfurt am Main, Hamburg und Köln.